# Acanthoclinus marilynae
Acanthoclinus marilynae és una espècie de peix de la família Plesiopidae i de l'ordre dels perciformes.

## Morfologia
Els mascles poden assolir els 17 cm de longitud total.

## Distribució geogràfica
És un endemisme de Nova Zelanda.